# Венанс Зезе
Венанс Зезе (фр. Venance Zézé, нар. 17 червня 1981, Абіджан) — івуарійський футболіст, півзахисник.
Насамперед відомий виступами за клуби «Беверен» та «Металіст», а також національну збірну Кот-д'Івуару.

## Клубна кар'єра
Народився 17 червня 1981 року в місті Абіджан. Вихованець футбольної школи клубу «АСЕК Мімозас». Дорослу футбольну кар'єру розпочав 2000 року в основній команді того ж клубу, в якій провів один сезон. 
Своєю грою привернув увагу представників тренерського штабу «Беверена», до складу якого приєднався 2001 року. Відіграв за команду з Беверена наступні два сезони своєї ігрової кар'єри. Більшість часу, проведеного у складі «Беверена», був основним гравцем команди.
Улітку 2003 року уклав контракт з «Гентом», у складі якого провів наступний сезон своєї кар'єри гравця. Граючи у складі «Гента» також здебільшого виходив на поле в основному складі команди.
Протягом сезону 2004—05 років захищав кольори «Брюсселя».
Улітку 2005 року знову повернувся до «Беверена». Щоправда, цього разу ненадовго, бо вже на початку 2006 року він перебрався в «Металург» (Донецьк), де провів півтора сезони.
Влітку 2007 року африканець відправився в оренду в харківський «Металіст», який посилював склад перед своїм дебютом у Кубку УЄФА, а 12 грудня Зезе підписав з харків'янами повноцінний контракт на 3,5 роки.
Поступово Венанс втратив місце в основі команди і у березні 2010 року був відданий в оренду до фінського «Яро» до кінця року, після чого підписав з клубом повноцінний контракт.
22 вересня 2011 року «Яро» розірвав контракт з гравцем за те, що івуарієць ударив під час матчу товариша по команді, Маркуса Кронгольма. Наразі Зезе є вільним агентом і тренується самостійно. У травні 2012 з'явилася інформація, що футболістом цікавиться фінський клуб «АС Оулу», з яким іваурієць незабаром підписав контракт.
У 2013–2014 роках грав за фінський клуб «Гака», після чого повернувся на батьківщину і став грати за «Севе Спорт».

## Виступи за збірну
2000 року дебютував в офіційних матчах у складі національної збірної Кот-д'Івуару, провіши за два роки у формі головної команди країни 7 матчів, забивши 1 гол. Після того, як футболіст покинув Батьківщину, більше до лав збірної не викликався.

## Досягнення
Бронзові медалі Чемпіонату України: 2007-08, 2008-09